# Lạc Dương (huyện)
Lạc Dương là một huyện miền núi nằm ở phía đông bắc tỉnh Lâm Đồng, Việt Nam.

## Địa lý
Huyện Lạc Dương nằm ở phía đông bắc tỉnh Lâm Đồng, có vị trí địa lý:
- Phía đông giáp huyện Bác Ái, tỉnh Ninh Thuận và huyện Khánh Vĩnh, tỉnh Khánh Hòa
- Phía tây giáp huyện Đam Rông và huyện Lâm Hà
- Phía nam giáp thành phố Đà Lạt và huyện Đơn Dương
- Phía bắc giáp huyện Lắk và huyện Krông Bông, tỉnh Đắk Lắk.

Huyện được xem là nóc nhà của Lâm Đồng và Tây Nguyên, với độ cao trung bình 1.700 m, cao nhất trong các huyện thuộc các tỉnh vùng Tây Nguyên. Huyện Lạc Dương nằm trên cao nguyên Lâm Viên, tại hai ngã ba ranh giới giữa Lâm Đồng với Đắk Lắk và Khánh Hòa, với Khánh Hòa và Ninh Thuận. Huyện là nơi đầu nguồn của dòng sông Đa Nhim, chảy theo hướng Nam sang thành phố Đà Lạt và huyện Đơn Dương. Trên địa bàn huyện có các ngọn núi cao trên 2.000m, như: núi Bidoup (2.287m), núi Langbiang (2.167m), núi Chư Yen Du (2.075m).
Huyện Lạc Dương có tiềm năng về phát triển du lịch ở khu vực núi Langbiang và hồ Đan Kia - Suối Vàng, khu du lịch văn hóa lễ hội cũng như một số danh lam thắng cảnh khác hầu hết các xã. Huyện có 88-89% diện tích là rừng đầu nguồn, đóng vai trò quan trọng trong việc bảo vệ nguồn nước cho các công trình thủy điện trên địa bàn.
Lạc Dương là huyện miền núi có địa hình tương đối phức tạp, có 3 dạng địa hình chính: núi cao, đồi thấp đến trung bình, thung lũng.
Dạng địa hình núi cao: là khu vực có độ dốc lớn (trên 200), có độ cao 1.500 – 2.200m so với mặt nước biển. Hầu hết diện tích ở dạng này là rừng đầu nguồn, có vai trò quan trọng trong bảo vệ nguồn nước hệ thống sông Đa Nhim, nên cần được bảo vệ nghiêm ngặt.
Dạng địa hình đồi thấp đến trung bình: Là dãy đồi hoặc núi ít dốc (<200m), có độ cao trung bình 1.000m với đất bazan nâu đỏ, chiếm 10–12% tổng diện tích toàn huyện, phân bố tập trung ở khu vực phía Nam, Tây Bắc. Khả năng sử dụng tuỳ thuộc vào độ dốc, tầng dày, khí hậu và điều kiện tưới mà có thể trồng cây lâu năm (cà phê, chè, cây ăn quả,...), ở những khu vực ít dốc có thể trồng hoa màu và cây công nghiệp hàng năm.
Dạng địa hình thung lũng: Chiếm khoảng 3% tổng diện tích toàn huyện, phân bố ven các sông, suối lớn. Độ cao phổ biến từ 3–80 m hầu hết diện tích thuộc dạng địa hình này là các loại đất phù sa, nguồn nước mặt khá dồi dào, khá thích hợp với phát triển lúa nước và các loại hoa màu ngắn ngày.
Lạc Dương nằm trong vùng khí hậu ôn đới, độ cao so với mặt nước biển từ 1.500 – 1.600m. Nhiệt độ trung bình hàng năm thấp 18 – 22 °C, tháng 1 có nhiệt độ trung bình thấp nhất 16,4 °C, tháng năm có nhiệt độ trung bình cao nhất 19,7 °C, nhiệt độ ổn định qua các mùa trong năm. Biên độ dao động giữa ngày và đêm lớn 9 °C.

### Lâm nghiệp
Tổng diện tích đất lâm nghiệp: 113.911,68 ha, được chia ra các loại sau: Rừng phòng hộ: 52.834,26 ha và rừng đặc dụng: 61.077,42 ha.
Tổng diện tích giao khoán quản lý, bảo vệ rừng là 72.869,7 ha. Trong đó, giao cho các hộ dân là 65.408 ha; cho các đơn vị nhận giao khoán là 7.389,59 ha; cho 7 tổ chức kinh tế nhận giao khoán quản lý bảo vệ kết hợp với kinh doanh dưới tán rừng là 1.700 ha.

## Hành chính
Huyện Lạc Dương có 6 đơn vị hành chính cấp xã trực thuộc, bao gồm thị trấn Lạc Dương (huyện lỵ) và 5 xã: Đạ Chais, Đạ Nhim, Đạ Sar, Đưng KNớ, Lát.

## Lịch sử
Ngày 14 tháng 3 năm 1979, Hội đồng Chính phủ ban hành Quyết định số 116-CP. Theo đó, thành lập huyện Lạc Dương trên cơ sở tách 3 xã: Đạ Long, Đạ M'rông, Đạ Tông thuộc huyện Đức Trọng; xã Kil Pla Gnol thuộc huyện Đơn Dương và xã Lát thuộc thành phố Đà Lạt.
Khi mới thành lập, huyện bao gồm thị trấn Lạc Dương (huyện lỵ) và 5 xã: Đạ Long, Đạ M'rông, Đạ Tông, Kil Pla Gnol, Lát.
Ngày 28 tháng 3 năm 1983, chia xã Kil Pla Gnol thành 2 xã: Đạ Chais và Đạ Sar.
Ngày 24 tháng 8 năm 1999, chia xã Đạ Long thành 2 xã: Đạ Long và Đưng Knớ.
Cuối năm 2003, huyện Lạc Dương bao gồm thị trấn Lạc Dương và 7 xã: Đạ Chais, Đạ Long, Đạ M'rông, Đạ Sar, Đạ Tông, Đưng Knớ, Lát.
Ngày 17 tháng 11 năm 2004, Chính phủ ban hành Nghị định số 189/2004/NĐ-CP về việc:
- Chia xã Đạ Chais thành 2 xã: Đạ Chais và Đạ Nhim
- Tách 3 xã Đạ Long, Đạ M'rông và Đạ Tông để thành lập huyện Đam Rông.

Ngày 29 tháng 12 năm 2013, điều chỉnh 3.461,4 ha diện tích tự nhiên và 2.704 người của xã Lát về thị trấn Lạc Dương quản lý.
Huyện Lạc Dương có 1 thị trấn và 5 
xã như hiện nay.

## Kinh tế - xã hội
Hệ thống điện lưới tại địa phương: 06/06 xã, thị trấn đã có điện lưới quốc gia; 31/33 thôn, khu phố đã có điện phục vụ sinh hoạt và sản xuất (thôn Đơng K’Si, xã Đa Chais và thôn Păng Tiêng, xã Lát chưa có điện).

### Bưu chính viễn thông
Mạng lưới bưu chính viễn thông phát triển mạnh với hệ thống các bưu cục, tổng đài đã đáp ứng được phần lớn nhu cầu của địa phương.
Toàn huyện có 1 bưu điện trung tâm, các xã đều có bưu điện xã, bình quân 76 người/máy điện thoại, đã hoàn thành việc cáp quang hóa. Dự kiến trong thời gian tới các xã đều có một bưu cục đa dịch vụ.
Toàn huyện có 1 bưu điện trung tâm, các xã đều có bưu điện xã, bình quân 76 người/máy điện thoại, đã hoàn thành việc cáp quang hóa. Dự kiến trong thời gian tới các xã đều có một bưu cục đa dịch vụ.

### Y tế
Đến nay, tất cả các xã đều có trạm y tế, công tác phòng chống dịch bệnh được triển khai đồng bộ, không để xảy ra dịch bệnh trên địa bàn. Các chương trình quốc gia về y tế được triển khai có hiệu quả.
Số cơ sở
- Phòng khám đa khoa khu vực: 1.
- Nhà hộ sinh khu vực: 1.
- Trạm y tế xã, thị trấn: 6.
- Phân trạm y tế: 2.

Số giường bệnh
- Phòng khám đa khoa khu vực: 14.
- Nhà hộ sinh khu vực: 6.
- Trạm y tế xã, thị trấn: 30.

## Dân số
Huyện Lạc Dương có diện tích tự nhiên 1.313,94 km² và dân cư 35.635 người với tổng cộng cấp xỉ 5.900 hộ.
Cơ cấu dân số: Các dân tộc thiểu số đang sống trên địa bàn huyện: Cơ Ho (Cơ Ho - Cil, Cơ Ho - Lạch), Chu Ru, Thái, Ê Đê, Nùng, Tày, Hoa, Chăm. Với tổng số hộ: 4.244 hộ và trên 18.992 nhân khẩu (số liệu tháng 11/2015), cư trú trên 33 thôn, khu phố của huyện. Ngành nghề chủ yếu của các dân tộc trên chủ yếu là sản xuất nông nghiệp: trồng lúa và rau màu, cà phê; ngoài ra còn làm rượu cần, dệt thổ cẩm, dịch vụ văn hóa cồng chiêng.
Huyện Lạc Dương có diện tích tự nhiên 1.313,94 km² và dân số tính đến ngày 31/12/2022 là 35.635 người..

## Du lịch
Hiện nay, hệ thống giao thông, cơ sở hạ tầng đang từng bước được quan tâm đầu tư. Khi Tỉnh lộ 722, 723 hoàn thiện, đưa vào sử dụng mở ra nhiều triển vọng cho các nhà đầu tư trong và ngoài nước trong các lĩnh vực nông nghiệp, công nghiệp, thủy điện và đặc biệt là ngành du lịch. Bên cạnh một số dự án đang được đầu tư cũng như có chủ trương thỏa thuận đầu tư tiến hành triển khai với quy mô đầu tư lớn vẫn còn các điểm tiềm năng cần được đầu tư, khai thác có hiệu quả, nhằm giải quyết việc làm cho lao động tại chỗ, góp phần nâng cao thu nhập cải thiện đời sống của nhân dân và đóng góp vào nguồn thu ngân sách huyện nhà.
Các địa điểm có tiềm năng khai thác phục vụ du lịch trên địa bàn huyện:
1. Khu du lịch Văn hoá lễ hội Langbiang
2. Hồ Đan Kia - Suối Vàng
3. Thác Ankroet
4. Nhà máy thủy điện AnKroet
5. Buôn văn hóa cổ K’ho
6. Làng dệt thổ cẩm B’nerC
7. Nhà thờ xã Lát
8. Khu Nông nghiệp công nghệ cao
9. Thác 7 tầng xã Đa Sar
10. Thác Liêng Tưr xã Đạ Chais
11. Khu du lịch sinh thái Đasar - Thủy điện Đa Nhim Thượng
12. Thác 9 tầng xã Đưng K’Nớ
13. KDL Hồ thủy điện Đạ Dâng - Đạ Chomo
14. KDL Hồ thủy điện Đạ Khai
15. KDL Hồ thủy điện Yann Tann Sienn.

## Giao thông
Huyện có các tỉnh lộ 722, 723 đang được xây dựng.
Tỉnh lộ 722 đoạn chạy qua Lạc Dương dài 78 km, là một phần của con đường Trường Sơn Đông, đây là tuyến đường quan trọng nối Đà Lạt – Lạc Dương – Đắk Lắk.
Tỉnh lộ 723: Tổng chiều dài 39,4 km là trục nối giữa 2 điểm du lịch Nha Trang – Đà Lạt, hiện đang được trải nhựa.
Huyện lộ: có 3 tuyến chính: Xã Lát – Đưng K’Nớ; TT. Lạc Dương – Đa Sar; Cầu Phước Thành – KDL. Langbiang với tổng chiều dài đường trải nhựa là 25,5 km.
Đường nông thôn: bao gồm đường liên thôn và đường trong các khu dân cư, lòng đường hẹp, lầy lội vào mùa mưa.
Các loại phương tiện di chuyển hiện nay ở địa phương: chủ yếu là xe máy, xe tải.